# Ideggyökér
Az ideggyökér vagy mexikói jamgyökér (Dioscorea villosa) húsos, gumószerű rizómájú évelő növény, amelynek kúszó szára akár 6 m magasra is felnyúlhat. Nagy, szív formájú levelei hosszú levélnyélen ülnek. Apró, sárgászöldes virágai fürtbe rendeződnek, és megkülönböztethetők a porzós és a termős virágok. Termése tok.

## Felhasználása
Az USA déli részén a növényt gyógykészítményként görcsös hasi fájdalom, emésztési zavarok, valamint reumás eredetű fájdalmak kezelésében és a tüszőrepedést, illetve a menstruációt kísérő fájdalmak esetén használják. A homeopátia egyre gyakrabban alkalmazza.

### Gyógyhatása
A dioszcin a foszfolipáz A2 gátlásával gyulladásgátló hatású. A kísérletek során igazolódott, az egereknél ez az enzim megakadályozza a fülödémát. Texasban a gyökeret hagyományosan a reumatikus betegségek ellen használják.
Egy klinikai vizsgálatban, amelynek során a növénynek a klimax elleni hatását tanulmányozták, a betegek egyik csoportját ideggyökérrel, míg a másikat placebóval kezelték, semmilyen hatást nem észleltek. A belőle kinyert szaponinkeveréket hidralizálják és szteroidkészítményeket állítanak elő belőle, de a krémek hatásosságát sem lehetett bizonyítani.
Az OGYÉI által közreadott lista szerint élelmiszerekben, étrend-kiegészítőkben való alkalmazása nem javasolt.